# Giulio Cesare Becelli
Giulio Cesare Becelli (Verona, 1686 – Verona, 1750) è stato un letterato, archivista, traduttore, poeta, commediografo, librettista e critico italiano, esponente di primo piano del Purismo in letteratura.

## Biografia
Nato in una famiglia aristocratica, fu allievo nelle scuole dei gesuiti e in giovane età entrò nella Compagnia di Gesù. Lasciò l'abito nel 1710, dopo aver ricevuto regolare dispensa e senza aver ricevuto gli ordini sacri; ma i Gesuiti gli restituirono i beni, che aveva portato in dote all'ordine, solo quando Giulio Cesare aveva ormai 55 anni. Pertanto, per quasi tutta la vita Giulio Cesare Becelli, che nel frattempo si era sposato e aveva figli, ebbe gravi difficoltà economiche, provenendo le uniche fonti di reddito da lezioni private e collaborazioni presso editori e tipografi. Dopo aver riacquistato i beni familiari nel 1740, Becelli poté dedicarsi serenamente agli studi, il che fece nel rimanente decennio di vita.
Becelli fu allievo dell'abate Domenico Lazzarini, allora celebre professore di lettere umane e di retorica all'università di Padova, e soprattutto del suo concittadino Scipione Maffei. Maffei fu per Becelli un protettore (raccomandò spesso il Becelli presso famiglie veneziane per lavori da istitutore; pubblicò due opere teatrali del Becelli, La fida ninfa, che sarà poi musicata da Antonio Vivaldi, e Le cerimonie, assieme alla sua Merope) e Becelli intervenne a favore dell'amico con un libello contro l'attore Luigi Riccoboni, in arte Lelio, che a Parigi aveva attaccato pesantemente il Maffei.
Per alcune sue intuizioni, che sembrano preludere agli atteggiamenti culturali che si affermeranno in Italia ai primi del XIX secolo, anticipatore delle posizioni di Giuseppe Baretti, Becelli è stato definito "il primo dei preromantici italiani". In Della novella poesia (1732) e in Esame della retorica antica e uso della moderna (1735) definì i caratteri originari della letteratura italiana, distinguendoli da quelli della letteratura latina, laddove le due letterature erano ancora confuse. Per quanto concerneva la letteratura italiana, precorrendo il Cesari, Becelli fu un purista: nei cinque dialoghi Se oggidì scrivendo si debba usare la lingua italiana del buon secolo (1737) sostenne, contro il Cesarotti, che la lingua italiana potesse essere "artifiziosa e sublime" solo se fossero stati imitati "i tre lumi della lingua" del Trecento, Dante, Petrarca e Boccaccio.
Se i suoi versi (per es. il poema giocoso Il Gonnella) e le sue tragedie (per es., L'Oreste vendicatore) sono giudicate di scarso valore, altrettanto non può dirsi delle commedie (per es., Li falsi letterati, L'ingiusta donazione, L'ariostista ed il tassista, tutte scritte dopo il 1740) apprezzate per la vivacità e l'umorismo. Ottimo divulgatore/traduttore di autori classici (Erodoto, Properzio), Becelli tradusse gli Aforismi dell'inglese John Locke (Arte dell'educare i fanciulli di Giovanni Loche inglese ridotta ad Aforismi con alcune aggiunte) aggiungendo, come detto nel titolo, la trattazione dell'educazione delle donne che Locke aveva tralasciato.
Becelli scrisse un trattato in lingua latina (De bibliotheca instituenda ac ordinanda liber) su come organizzare una biblioteca e classificare i libri.

## Opere

### Saggistica
- Giulio Cesare Becelli, Della novella poesia cioè del vero genere e particolari bellezze della poesia italiana libri tre, In Verona: per Dionigi Ramanzini, librajo a S. Tomio, 1732 (In Verona: per Dionigi Ramanzini, librajo a S. Tomio, 1732)
- Giulio Cesare Becelli, Esame della retorica antica e uso della moderna libri 7. Divisi in due pari. 2 voll., In Verona: nella stamperia d'Angelo Targa alla Fenice, 1735-1739
- Giulio Cesare Becelli, Se oggidì scrivendo si debba usare la lingua italiana del buon secolo. Dialoghi cinque, In Verona: per Dionigi Ramanzini, 1737
- Julius Caesar Becellius, De bibliotheca instituenda ac ordinanda liber, Veronae: apud Jo. Albertum Tumermanum in Vico Artium, 1747 (on-line)

### Versi
- Giulio Cesare Becelli, Il Gonnella canti XII, con gli argomenti di ciascun canto di Giulio Cesare Beccelli a sua eccellenza Chiara Pisani, In Verona: per Dionigi Ramanzini librajo a S. Tomio, 1739

### Teatro
- Giulio Cesare Becelli, L'Oreste vendicatore, tragedia, in Verona: per Jacopo Vallarsi, 1728
- curatore del volume che raccoglie l'opera teatrale di Scipione Maffei, Teatro del sig. Marchese Scipione Maffei, cioè la tragedia la comedia e il drama non più stampato aggiunta la spiegazione d'alcune antichità pertinenti al Teatro, In Verona: per Gio. Alberto Tumermani librajo, 1730 (on-line)
- Giulio Cesare Becelli, Trattato nuovo della divisione degli ingegni e studj secondo la vita attiva, e contemplativa. Scritto singolarmente ad uso della nobiltà d'Italia , In Verona: per Dionisio Ramanzini Libraio a S. Tomio, 1738
- Giulio Cesare Becelli, Li falsi letterati, commedia, In Verona: per Jacopo Vallarsi, 1740
- Giulio Cesare Becelli, L'ingiusta donazione, commedia , In Verona: nella stamperia de'fratelli Merlo, 1741
- Giulio Cesare Becelli, L'amalato, commedia , In Verona: nella stamperia de' fratelli Merlo: a spese dell'autore, 1741
- Giulio Cesare Becelli, L'ariostista ed il tassista, commedia , In Roueredo: presso Francescantonio Marchesani, a spese dell'autore, 1748

### Traduzioni
- Erodoto, Erodoto Alicarnasseo padre della greca istoria, dell'imprese de' greci de' barbari, con la vita d'Omero, nuovamente nella nostra lingua tradotto dal signor Giulio Cesare Becelli, la vita dell'autore descritta per Tommaso Porcacchi, la cronologia di Tommaso Gale, con dieci tavole di geografia antica. E questo è il secondo anello della Collana istorica greca. Parte Prima e Parte Seconda. In Verona: appresso Dionigi Ramanzini, 1733-1734
- John Locke, Arte dell'educare i fanciulli di Giovanni Loche inglese ridotta ad aforismi con alcune aggiunte. In Verona: per Dionigi Ramanzini librajo a S. Tomio, 1736
- Sesto Properzio, I quattro libri dell'elegie di Sesto Aurelio Properzio tradotti in terza rima, con alcune brevi e chiarissime note, In Verona: per Dionisio Ramanzini librajo a S. Tomio, 1743